# Latiano (stacja kolejowa)
Latiano (wł. Stazione di Latiano) – stacja kolejowa w Latiano, w prowincji Brindisi, w regionie Apulia, we Włoszech. Obecnie czynna dla pasażerów, znajduje się na Piazzale Stazione, na północ od miasta, przy drodze ekspresowej Tarent-Brindisi.
Według klasyfikacji RFI ma kategorię brązową.

## Historia
Stacja Latiano została otwarta 6 stycznia 1886 podczas otwarcia odcinka z Tarentu Latiano linii Tarant-Brindisi.

## Opis
Stacja Latiano obsługuje głównie pociągi regionalne między Tarentem i Brindisi. Rzadziej kursują pociągi Intercity, ekspresowe i międzyregionalne.

## Linie kolejowe
Tarent – Brindisi